# Медведь и земляничное дерево
«Медведь и земляничное дерево» (исп. Estatua del Oso y del Madroño) — бронзовая скульптура работы Антонио Наварро Сантафе в центре Мадрида на площади Пуэрта-дель-Соль. Установлена 10 января 1967 года на восточной стороне площади между улицами Алкала и Каррера де Сан-Херонимо по инициативе отдела культуры мэрии Мадрида. В 1986 году в ходе реконструкции площади, предпринятой при мэре Энрике Тьерно Гальване, скульптура «Медведь и земляничное дерево» была перенесена в начало улицы Кармен и вернулась на своё прежнее место в сентябре 2009 года при мэре Альберто Руис-Гальярдоне, проведшем ещё одну реконструкцию площади.
Скульптура имеет четыре метра в высоту, весит 20 тонн и установлена на гранитном постаменте. Медведь, стоя на задних лапах, опирается передними лапами на ствол дерева и тянется пастью к одному из плодов на дереве. Медведь и земляничное дерево являются геральдическими символами Мадрида. Впервые они появились на гербе столицы вместе в XIII веке, отразив договорённость, достигнутую между церковью и городом по вопросу о владении лесами и пастбищами. Согласно этому соглашению, пастбища перешли в собственность церкви, а леса — города. До этого на гербе Мадрида был изображён один медведь.